# Кивсерткасы
Кивсерткасы́ (чув. Кивçурткасси) — деревня в Чебоксарском районе Чувашской Республики. Входит в состав Шинерпосинского сельского поселения.

## География
Находится в северной части Чувашии, прилегая с востока к районному центру поселку Кугеси.

## История
Известна с 1721 года как выселок деревни Тогашева (ныне в составе Кивсерткасов), в которой тогда было 127 мужчин. В 1747 году отмечено 254 мужчины, в 1795 (вместе с 6 выселками) — 67 дворов, в 1858 году 321 житель, в 1897—489, в 1926—115 дворов, 516 жителей, в 1939—564 жителя, в 1979—506. В 2002 году было 117 дворов, в 2010—115 домохозяйств. В период коллективизации был образован колхоз «11 лет Октября», в 2010 году действовало ОАО «Гвардеец».

## Население
Постоянное население составляло 297 человек (чуваши 99 %) в 2002 году, 341 в 2010.